# Aarre Merikanto

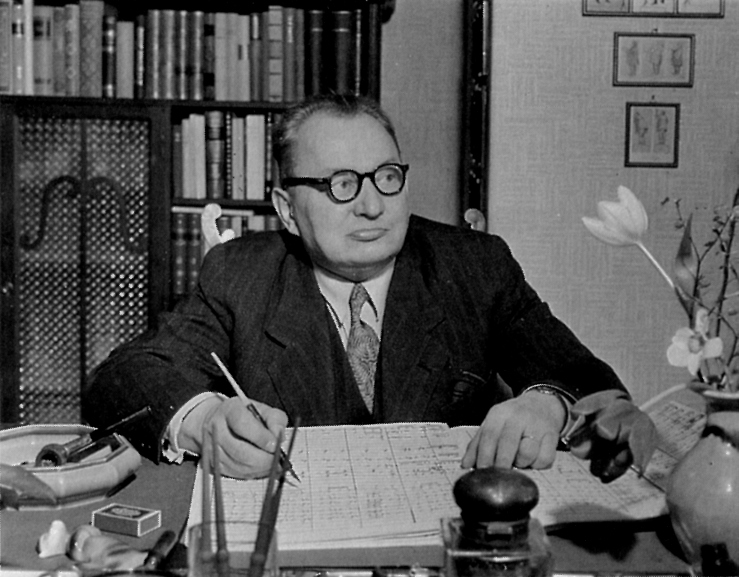
Aarre Merikanto på 1950-talet.

Aarre Merikanto, född 29 juni 1893 i Helsingfors, död 28 september 1958 i samma stad, var en finländsk kompositör. Han var son till Oskar Merikanto.

## Biografi
Aarre Merikanto är med Einojuhani Rautavaara och Jean Sibelius en av Finlands främsta tonsättare. Han var elev till Max Reger och anknöt till honom, men även till Arnold Schönberg. Merikanto fick sin första opera Helena uppförd när han var 18 år. Till hans främsta verk räknas Juha som han skrev 1922. Han erhöll Pro Finlandia-medaljen 1948.
Merikantos musik utmärks av en kärv polyfon stil och harmonisk kolorit.
Aarre Merikanto är begravd på Sandudds begravningsplats i Helsingfors.

## Utmärkelser
- Pro Finlandia-medaljen av Finlands Lejons orden,  6 december 1948[7]
- Finlands Olympiska förtjänstkors av 2 klass,  2 december 1952[8]

[Redigera Wikidata]